# Klarissen von der Ewigen Anbetung
Die Klarissen von der Ewigen Anbetung OSC oder Franziskanerinnen vom Heiligsten Sakrament sind ein 1854 gegründeter Zweig der Klarissen. 

## Geschichte
Klara Bouilleveaux (1820–1871) gründete 1854 mit Hilfe des Kapuzinerpaters Bonaventura Heurault in Paris eine Kommunität, die nach der franziskanischen Drittordensregel lebte und eine Ewige Anbetung praktizierte. Der Konvent wurde 1856 nach Troyes verlegt. Von hier aus gründete Mutter Maria vom Kreuz, die als Gräfin von Moravska geboren war, verschiedene neue Klöster in Lamberg (1872), Wien (1898), Prag und Kęty bei Krakau.
1925 kamen vier Schwestern nach Bautzen und hatten bald so viel Zulauf, dass in den 1930er und in den 1950er Jahren jeweils ein Anbau notwendig wurde. Seit Anfang der 1990er Jahre wird ein Nebengebäude des Klosters als Obdachlosenunterkunft genutzt.
Obwohl ursprünglich als Drittordenskongregation gegründet, weicht die Lebensweise der Schwestern so wenig von der der Klarissen ab, dass die Gemeinschaft 1911 durch eine päpstliche Verordnung die Konstitutionen der Klarissen-Urbanistinnen erhielt und so dem zweiten Orden des Hl. Franziskus eingegliedert wurde. Der Orden nennt sich seitdem „Klarissen von der ewigen Anbetung“. 
Dieser Ordenszweig hatte in den 1960er Jahren weltweit 350 Mitglieder.

## Niederlassungen
Es gibt heute neben den Altgründungen auch selbständige Klöster dieser Föderation in Italien, Indien, Japan und Nordamerika. 
- In Deutschland gibt es ein Kloster dieser Ordensgemeinschaft in Bautzen in Sachsen. Dieses wurde 2024 vom Dikasterium für die Institute geweihten Lebens und für die Gesellschaften apostolischen Lebens wegen „innerer Verwerfungen“ aufgelöst.[1] Diese Verwerfungen bezogen sich auf Auseinandersetzungen über die Lebensweise und die Führungsverantwortung innerhalb des Klosters. Eine dauerhafte Aufteilung des einen Konvents auf zwei Standorte wurde vom Dikasterium nicht genehmigt.[2] Derzeitiger Beauftragter für den Auflösungsprozess ist Pater Johannes Müller OCist.[3]
- In Österreich besteht das Klarissen-Anbetungskloster Wien-Margareten, gegr. 1898